# セルゲイ・ヴォイツェホフスキー

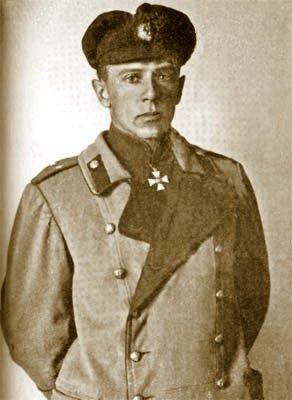
1919年撮影

セルゲイ・ニコライェヴィチ・ヴォイツェホフスキー（チェコ語:Sergej Nikolajevič Vojcechovský；ロシア語:Сергей Николаевич Войцеховский、1883年10月16日 - 1951年4月7日）は、ロシア帝国およびチェコスロバキアの軍人。ロシア人。

## 脚註
| スタブアイコン | サブスタブ | この項目は、まだ閲覧者の調べものの参照としては役立たない、人物に関連した書きかけの項目です。この項目を加筆・訂正などしてくださる協力者を求めています（P:人物伝/PJ:人物伝）。 |